# 匏庐
匏庐，民国初年镇扬汽车公司董事长卢殿虎所建，扬州造园名家余继之设计，为扬州“四庐”之一。位于江苏省扬州市广陵区甘泉路221号。
2006年6月5日，授予江苏省文物保护单位，是一座近现代重要史迹及代表性建筑。